# Championnat des îles Féroé de football 1975
Navigation
Meistaradeildin 1974 1. Deild 1976
La saison 1975 du Championnat des îles Féroé de football était la 33e édition de la première division féroïenne à poule unique, la Meistaradeildin. Les six meilleurs clubs du pays jouent les uns contre les autres à deux reprises durant la saison, à domicile et à l'extérieur. 
En fin de saison, le meilleur club de Meðaldeildin, la deuxième division nationale, est quant à lui promu parmi l'élite.
C'est le HB Tórshavn qui remporte le titre cette année après avoir terminé en tête du classement, avec cinq points d'avance sur le KÍ Klaksvík. C'est le 8e titre de champion de l'histoire du club, qui réalise également le doublé en gagnant en finale de la Coupe des Îles Féroé face à l'ÍF Fuglafjørður.
Ainsi, le NSÍ Runavík est promu à la fin de la saison après le passage à sept clubs de la 1. Deild, nouveau nom de la première division féroïenne.

## Les clubs participants
| \| B36 HB ÍF KÍ TB VBV \| Localisation des clubs engagés dans le championnat 1975. |
| B36 HB ÍF KÍ TB VBV                                                                |

- B36 Tórshavn

- HB Tórshavn - Tenant du Titre

- ÍF Fuglafjørður

- KÍ Klaksvík

- TB Tvøroyri

- VB Vágur

## Compétition

### Classement[n 1]
| Rang | Équipe              | Pts | J  | G  | N | P | Bp | Bc | Diff |
| ---- | ------------------- | --- | -- | -- | - | - | -- | -- | ---- |
| 1    | HB Tórshavn (T) (C) | 20  | 10 | 10 | 0 | 0 | 29 | 6  | +23  |
| 2    | KÍ Klaksvík         | 15  | 10 | 7  | 1 | 2 | 21 | 5  | +16  |
| 3    | TB Tvøroyri         | 8   | 10 | 3  | 2 | 5 | 12 | 22 | -10  |
| 4    | B36 Tórshavn        | 6   | 10 | 3  | 0 | 7 | 11 | 14 | -3   |
| 5    | VB Vágur            | 6   | 10 | 2  | 2 | 6 | 11 | 24 | -13  |
| 6    | ÍF Fuglafjørður     | 5   | 10 | 1  | 3 | 6 | 11 | 24 | -13  |

|  | Vainqueur du championnat 1975                                |
|  | (T) Tenant du titre (C) Vainqueur de la Coupe des îles Féroé |

### Résultats[n 1]
| Résultats (▼dom., ►ext.) | B36 | HB  | ÍF  | KÍ  | TBT | VBV |
| B36 Tórshavn             |     | 0-2 | 3-0 | 1-3 | 0-1 | 4-0 |
| HB Tórshavn              | 2-1 |     | 3-2 | 1-0 | 4-0 | 4-1 |
| ÍF Fuglafjørður          | 1-2 | 0-6 |     | 0-3 | 1-1 | 3-4 |
| KÍ Klaksvík              | 3-0 | 0-1 | 0-0 |     | 3-0 | 1-0 |
| TB Tvøroyri              | 1-0 | 2-4 | 0-2 | 1-6 |     | 5-1 |
| VB Vágur                 | 1-0 | 0-2 | 2-2 | 1-2 | 1-1 |     |

## Bilan de la saison
| Championnat des îles Féroé de football 1975 |                        |
| Champion                                    | HB Tórshavn (8e titre) |
| Coupes et trophées                          |                        |
| Vainqueur de la Coupe des îles Féroé 1975   | HB Tórshavn            |
| Promotions et relégations                   |                        |
| Promus en 1. deild                          | NSÍ Runavík            |
| Relégués en 2. deild                        | non                    |